# Tanowo
Tanowo (tysk: Falkenwalde) er en landsby i det vestlige Polen, i zachodniopomorskie voivodskab (Stettin Byområde, mellem byer Police, Nowe Warpno og Szczecin). Tanowo ligger på Police-sletten ved floden Gunica i Wkrzanskaskoven (polsk: Puszcza Wkrzańska, tysk: Ueckermünde Heide).
- befolkning: 840 (2006)

## Transport
- veje til Szczecin, Police og Nowe Warpno
- vejen til Węgornik og Swidwie Naturreservatet (polsk: Rezerwat przyrody Świdwie)
- 103 bybusser – se Police

## Natur (omegn) og turisme
- Gunica (flod) med kajak-vejen (Węgornik – Tanowo – Tatynia – Wieńkowo – Police (Jasienica))
- Wkrzanskaskoven (polsk: Puszcza Wkrzańska, tysk: Ueckermünder Heide)
- Swidwie Naturreservatet (polsk: Rezerwat przyrody Świdwie) – Ramsar-konventionen, 1984
- Natura 2000 område: Wkrzanska Skov (polsk: Puszcza Wkrzańska, tysk: Ueckermünder Heide), Swidwie Naturreservatet (polsk: Rezerwat przyrody Świdwie), Swidwie Søen (polsk: Jezioro Świdwie)

## Byer ved Tanowo
- Police
- Nowe Warpno
- Szczecin

## Landsbyer ved Tanowo
- Węgornik
- Pilchowo
- Tatynia
- Zalesie
- Dobieszczyn
- Trzeszczyn
- Bartoszewo
- Dobra (ved Police)